# Auguste Loubière
Auguste Loubière est un mycologue français, né le 6 mai 1888 à Espalion (Aveyron) et mort le 22 décembre 1963 à Paris.

## Biographie
Après ses études au lycée de Rodez, il prépare de nombreux certificats de licence à l'université des sciences de Toulouse, puis à Paris, qui lui donnent une culture de base très dense qui devait le qualifier à des recherches délicates dans des domaines difficiles d'accès.
Remarqué par Louis Matruchot qui lui conseille de renoncer à une carrière de professeur au lycée Ampère, à Lyon, pour se consacrer entièrement à la recherche. Boursier de doctorat en 1922, il entre au Laboratoire de Cryptogamie du Muséum, où ses maîtres Louis Mangin et Narcisse Patouillard l'orienteront vers les Mucédinées caséicoles.
En 1924, il soutient sa thèse de doctorat, une solide monographie consacrée à l'obtention de la forme parfaite ascosporée à partir du Scopulariopsis candida, dont il fait le type d'un nouveau genre, d'où il tire inversement la forme conidienne. L'étude très fouillée de plusieurs autres espèces de Mucédinées lui permet de clarifier le dédale des Hyphales et de soutenir l'industrie fromagère française sur les problèmes de maturation des fromages. Les mérites de ces travaux furent sanctionnés par l'attribution du Prix Montagne, délivré par l'Académie des Sciences.
Sur les conseils de Louis Mangin, il entre à la chaire d'organographie végétale avec l'ingrate tâche de réviser, classer et remettre en état les riches collections de matériaux fossiles, travail de plusieurs années, réalisant 15.000 fiches en double liste botanique et stratigraphique. Il fallait à la fois un courage obstiné et une conviction scientifique pour accomplir dans l'ombre et le silence une œuvre matérielle de cette ampleur. On comprend mieux ainsi le nombre limité de ses publications dû à ce sacrifice volontairement consenti.
Loin d'être du temps perdu, le rangement des collections paléobotaniques s’avéra une incomparable source de documents, et au contact des multiples spécimens, il puisait un nouveau savoir, découvrait des pièces maîtresses de son œuvre originale.
Il put ainsi mettre en lumière, pour un groupe rappelant les fougères qui vécurent du Silurien au Crétacé, la zoïdogamie coleospermienne propre aux Ptéridospermes, et dont François Cyrille Grand'Eury avait découvert les graines en 1877. Auguste Loubière s'en inspira pour découvrir la zoïdogamie du Gingko biloba.

## Publications
- Observations sur un arthrosporé (1957, article)
- Considérations sur la morphologie et sur les affinités d'un Blastosporé (1956, article)
- Observations sur un Sporophoré (1955, article)
- A propos du genre Lesleya (1955, article)
- Considérations générales sur les Teniopteridées paraissant propres à la végétation de la période anthracolithique (1954, article)
- Considérations botaniques et notes stratigraphiques sur les Alethoptéridées (1950, article)

## Source
- Roger Heim " Auguste Loubière ", Archives du Muséum national d'Histoire Naturelle, Paris, 1965, Éditions du Muséum.